# Christine Baranski
Christine Baranski (Buffalo, 2 de maio de 1952) é uma atriz americana, vencedora dos prêmios Emmy, SAG, Tony e Drama Desk. Mais conhecida por interpretar Diane Lockhart na série americana The Good Wife.

## Biografia

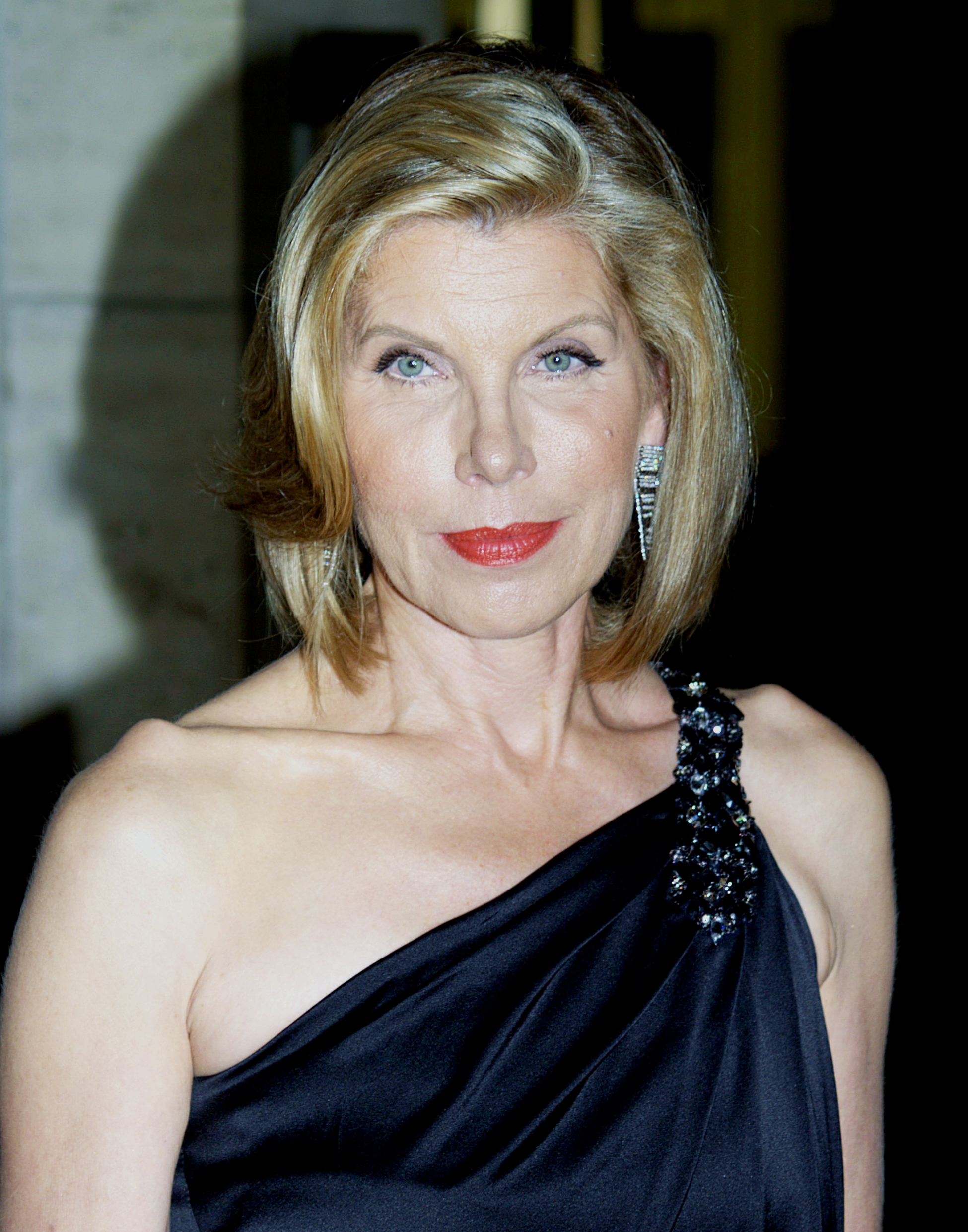
2010

Baranski nasceu em Buffalo, no estado americano de Nova York, filha de Virginia (nascida Mazurowski) e Lucien Baranski, editor de um jornal em polonês. De origem polonesa, seus avós eram atores de teatro da Polônia. Christina frequentou a Villa Maria Academy, e depois estudou na Juilliard School.
Foi casada com o ator Matthew Cowles desde 1983 até à sua morte. Tiveram duas filhas, Lily e Isabel Cowles.

## Carreira

### Teatro
Baranski fez sua estreia Off-Broadway na peça Coming Attractions, no teatro Playwrights Horizons, em 1980, e apareceu em diversas produções no Manhattan Theatre Club, começando com Sally and Marsha, em 1982.
Estreou na Broadway com Hide & Seek, em 1980. Em seguida fez The Real Thing, de Tom Stoppard, pela qual conquistou o prêmio Tony de melhor atriz numa peça teatral, em 1984. Entre outros de seus trabalhos na Broadway estão Hurlyburly, The House of Blue Leaves, Rumors, Regrets Only, Nick & Nora e a versão do Encores! de Follies.
No Kennedy Center, em Washington D.C., Baranski interpretou a Sr.ª Lovett, de Sweeney Todd, em 2002,(pelo qual conquistou o prêmio Helen Hayes de melhor atriz num musical, em 2003), e Mame, em 2006.
Em sua primeira produção para a Broadway desde 1991, interpretou a empregada Berthe na versão de 2008 de Boeing Boeing. O espetáculo conquistou dois prêmios Tony, um por melhor revival de uma peça e o outro por melhor ator (para Mark Rylance). O elenco original consistia de Bradley Whitford (Bernard), Kathryn Hahn (Gloria), Baranski (Berthe), Gina Gershon (Gabriella) e Mary McCormack (Gretchen), e ficou em cartaz até 4 de janeiro de 2009.
Também apareceu numa performance de apenas uma noite da peça A Little Night Music, de Stephen Sondheim, para a Roundabout Theatre Company, no papel da condessa Charlotte Malcolm (em 12 de janeiro de 2009). O elenco também contou com Vanessa Redgrave, Natasha Richardson, Victor Garber e Marc Kudisch, entre outros.
Além de conquistar o Tony por duas vezes, também recebeu o Prêmio Drama Desk.

### Cinema
Baranski também interpretou diversos papéis em filmes; alguns dos mais conhecidos são Katherine Archer in The Birdcage (br: A Gaiola das Loucas / pt: Casa de Doidas), Mary Sunshine no musical Chicago, Martha May Whovier em How the Grinch Stole Christmas e Tanya no musical Mamma Mia!

### Televisão
Christine interpretou Maryanne Thorpe, amiga de Cybill Shepherd em Cybill, sitcom da CBS exibida de 1995 a 1998; neste período apresentou o Saturday Night Live e conquistou o prêmio Emmy como melhor atriz coajuvante numa série de comédia, além de receber três outras indicações.
Em 1999 recebeu uma indicação para o Emmy pela sua participação especial como uma intimidante psiquiatra num episódio da série Frasier, da NBC. Teve também uma participação não-creditada na série Now and Again, como a voz da esposa de Roger, Ruth, que nunca é vista pelos telespectadores.
Apareceu posteriormente na sitcom Welcome to New York, de 2000-2001, e, com John Larroquette, na sitcom Happy Family, da NBC, em 2003-2004. Também apareceu na sitcom clássica The Brady Bunch, como Paula, amiga de Marcia que lhe coloca numa situação difícil durante uma "festa do pijama". Co-estrelou, juntamente com Bernadette Peters, um piloto de uma sitcom para a ABC sitcom, Adopted, em 2005, porém o seriado não foi selecionado pela emissora. Também interpretou Faith Clancy, mãe de Jim Clancy em Ghost Whisperer.
Apareceu na série 3rd Rock from the Sun, no papel de uma bibliotecária chamada Sonja Umdahl, no episódio "Dick and the Single Girl". Também teve uma participação especial recorrente na série The Big Bang Theory como a dra. Beverly Hofstadter, uma insensível expert em psiquiatria e neurosciência (usando pesados óculos), mãe de um dos protagonistas, Leonard Hofstadter. Depois de aparecer pela primeira vez no episódio intitulado "The Maternal Capacitance", na segunda temporada (pelo qual foi indicada ao Emmy), retornou para uma aparição na terceira temporada, no episódio de Natal, "The Maternal Congruence".
Em 2009 assumiu o papel de Diane Lockhart, sócia e uma das principais advogadas de uma grande empresa de advocacia de Chicago, na série The Good Wife. No mesmo ano apareceu em Ugly Betty, como Victoria Hartley, mãe de um namorado de Betty, e teve uma participação especial na estreia da temporada de Psych do mesmo ano.
Em 2017 na sequencia de séries Christine continua com sua personagem de Diane Lockhart na série The Good Fight que  "seria" uma sequencia da série anterior The Good Wife.

## Filmografia

### Cinema e televisão
| Ano       | Título                                | Papel                              | Nota(s) |
| --------- | ------------------------------------- | ---------------------------------- | --- |
| 1970      | Brady Bunch                           | Paula                              | Episódio: "The Slumber Caper" (como Chris Charney) |
| 1978      | When Every Day Was the Fourth of July | Miriam Grasser                     | Filme para a televisão (como Chris Charney) |
| 1980      | Playing for Time                      | Olga                               | Filme para TV |
| 1982      | A Midsummer Night's Dream             | Helena                             | Filme para TV |
| 1982      | Soup for One                          | Loira no bar                       | |
| 1983      | Lovesick                              | Ninfomaníaca                       | |
| 1983      | Another World                         | Beverly Tucker                     | |
| 1984      | Crackers                              | Maxine                             | |
| 1984      | All My Children                       | Jewel Maniscalo                    | |
| 1985      | Big Shots in America                  |                                    | Filme para TV |
| 1986      | Nine 1/2 Weeks                        | Thea                               | |
| 1986      | Legal Eagles                          | Carol Freeman                      | |
| 1987      | The House of Blue Leaves              | Bunny Flingus                      | TeleFilme |
| 1987      | The Pick-up Artist                    | Harriet                            | |
| 1988      | The Thorns                            | Polly                              | Episódio: "The Maid" |
| 1990      | Reversal of Fortune                   | Andrea Reynolds, Claus' Girlfriend | |
| 1991      | Law & Order                           | Katherine Masucci Beigel           | Episódios: "The Torrents of Greed: Part 1", "The Torrents of Greed: Part 2" |
| 1992      | Screenplay                            | Blair Bennett                      | Episódio: "Buying a Landslide" |
| 1993      | The Night We Never Met                | Lucy                               | |
| 1993      | Life with Mikey                       | Carol                              | |
| 1993      | Addams Family Values                  | Becky Martin-Granger               | |
| 1993      | To Dance with the White Dog           | Kate                               | TeleFilme |
| 1994      | The Ref                               | Connie Chasseur                    | |
| 1994      | Getting In                            | Sr.ª Margaret "Maggie" Higgs       | |
| 1994      | The War                               | Srta. Strapford                    | |
| 1994      | Law & Order                           | Rose Siegal                        | Episódio: "Nurture" |
| 1995-1998 | Cybill                                | Maryanne Thorpe                    | 87 episódios Venceu um Emmy Award (1995) Indicada para um Emmy Award (1996) Indicada para um Emmy Award (1997) Indicada para um Emmy Award (1998) Indicada para um Golden Globe (1996) Indicada para um Golden Globe (1997) Venceu um Screen Actors Guild Award (1996) Indicada para um Screen Actors Guild Award (1997) Venceu um American Comedy Award Venceu um Viewers for Quality Television Awards |
| 1995      | New Jersey Drive                      | Promotora                          | |
| 1995      | Jeffrey                               | Ann Marwood Bartle                 | |
| 1996      | The Birdcage                          | Katherine Archer                   | Venceu o Screen Actors Guild Awards |
| 1997      | 3rd Rock From The Sun                 | Sonja Umdahl                       | Episódio: "Dick and the Single Girl" |
| 1998      | The Odd Couple II                     | Thelma                             | |
| 1998      | Bulworth                              | Constance Bulworth                 | |
| 1999      | Cruel Intentions                      | Bunny Caldwell                     | |
| 1999      | Bowfinger                             | Carol                              | |
| 1999      | Now and Again                         | Ruth Bender                        | Episódio: "Origins" (voz, não-creditada) |
| 1999      | Frasier                               | Dr. Nora Fairchild                 | Episódio: "Dr. Nora" Indicada para o American Comedy Award Indicada para o Emmy |
| 2000-2001 | Welcome to New York                   | Marsha Bickner                     | 13 episódios |
| 2000      | How the Grinch Stole Christmas        | Martha May Whovier                 | Indicada para o Blockbuster Entertainment Awards |
| 2001      | Citizen Baines                        | Glenn Ferguson Baines Welch        | Episódio: "Three Days in November" |
| 2002      | The Guru                              | Shantal                            | |
| 2002      | Chicago                               | Miss Sunshine                      | Venceu o BFCAA Venceu o PFCA Venceu o Screen Actors Guild Awards |
| 2002      | Speed Racer X                         | Trixie Fontaine                    | Voz |
| 2002      | Presidio Med                          | Dr. Terry Howland                  | Episódios: "Pick Your Battles", "Best of Enemies" |
| 2003      | Eloise at the Plaza                   | Prunella Stickler                  | |
| 2003      | Marci X                               | Mary Ellen Spinkle                 | |
| 2003      | Eloise at Christmastime               | Prunella Stickler                  | |
| 2003-2004 | Happy Family                          | Annie Brennan                      | 22 episódios |
| 2004      | Spellbound                            |                                    | TV |
| 2004      | Welcome to Mooseport                  | Charlotte Cole                     | |
| 2005      | Scooby Doo in Where's My Mummy?       | Andrea Von Butch                   | Voz |
| 2005      | Recipe for a Perfect Christmas        | Lee Bellmont                       | Filme para TV |
| 2005      | Adopted                               | Judy Rabinowitz                    | Filme para TV |
| 2005      | In The Game                           |                                    | episódio piloto |
| 2005      | Ghost Whisperer                       | Faith Clancy                       | Episódios: "Voices", "The Crossing" |
| 2006      | Inseparable                           | Barbara                            | Filme para TV |
| 2006      | East Broadway                         | Bree                               | |
| 2006      | Relative Strangers                    | Arleen Clayton                     | |
| 2006      | Bonneville                            | Francine                           | |
| 2006      | American Dad!                         | Mulher sem-teto                    | Episódio: "Failure Is Not a Factory-installed Option" (Voz) |
| 2008      | Mamma Mia!                            | Tanya                              | |
| 2009      | Ugly Betty                            | Victoria Hartley                   | 4 episódios |
| 2009      | The Big Bang Theory                   | Dr. Beverly Hofstadter             | Episódios: "The Maternal Congruence", "The Maternal Capacitance" Indicada para um Emmy |
| 2009      | Psych                                 | Alice Clayton                      | Episódio: "He Dead" |
| 2010      | The Bounty Hunter                     | Kitty Hurley                       | |
| 2014      | Into the Woods                        | Madrasta da Cinderela              | |
| 2009-2016 | The Good Wife                         | Diane Lockhart                     | Elenco Principal |
| 2017–2022 | The Good Fight                        | Diane Lockhart                     | Elenco Principal |
| 2018      | Mamma Mia! Here We Go Again           | Tanya                              | |
| 2022      | The Gilded Age                        | Agnes van Rhijn                    | Elenco principal |

### Desenhos Animados
| Ano  | Título          | Papel     | Nota(s)   |
| ---- | --------------- | --------- | --------- |
| 2017 | Steven Universe | Hessonite | Dubladora |